# Dumitru Pavlovici
Dumitru Pavlovici (* 26. April 1912 in Temesvár, Österreich-Ungarn; † 28. September 1993) war ein rumänischer Fußballtorhüter. Er absolvierte 176 Spiele in der höchsten rumänischen Fußballliga, der Divizia A, und nahm an der Fußball-Weltmeisterschaft 1938 teil.

## Karriere
Pavlovici begann seine Karriere in seiner Heimatstadt Timișoara bei Dacia. Im Jahr 1933 wechselte er zum Lokalrivalen Ripensia, der in den 1930er-Jahren zu den erfolgreichsten rumänischen Vereinen zählte. Bei Ripensia wurde Pavlovici zum Stammspieler und feierte am 24. Juni 1934 sein Debüt in der höchsten rumänischen Spielklasse, der Divizia A. Während der acht Jahre, denen er Ripensia treu blieb, konnte er mit dem Verein drei Meisterschaften und einen Pokalsieg erringen.
Im Jahr 1941 verließ Pavlovici Ripensia und wechselte zu CFR Turnu Severin. Da der Spielbetrieb der Divizia A aufgrund des Zweiten Weltkrieges unterbrochen worden war, kam er nur in der Übergangsmeisterschaft (Bessarabien-Pokal) und in rumänischen Pokal zum Einsatz, den er im Jahr 1943 erneut gewinnen konnte.
Nach Kriegsende kehrte Pavlovici im Jahr 1946 nach Timișoara zurück und spielte fortan für CFR Timișoara, das als einziger Verein der Stadt in die wiedergegründete Divizia A eingeteilt worden war. Im Jahr 1948 erreichte er mit CFR hinter ITA Arad die Vizemeisterschaft und war damit am größten Erfolg des Vereins beteiligt. Nach der Saison 1951 beendete Pavlovici im Alter von 39 Jahren seine Karriere.

## Nationalmannschaft
Pavlovici bestritt 15 Spiele für die rumänische Fußballnationalmannschaft. Sein Debüt gab er am 17. Mai 1936 gegen Griechenland. Sein größter Erfolg im Nationaltrikot war die Teilnahme an der Fußball-Weltmeisterschaft 1938 in Frankreich, wo er im ersten Spiel gegen Kuba zum Einsatz kam.

## Erfolge
- Rumänischer Meister: 1935, 1936, 1938
- Rumänischer Pokalsieger: 1936, 1943
- WM-Teilnehmer: 1938